# Talsperre Luhačovice
Die Talsperre Luhačovice, auch Talsperre Pozlovice (tschechisch Luhačovická přehrada bzw. Pozlovická přehrada) ist ein Wasserbauwerk in Tschechien. Sie liegt sechs Kilometer östlich von Pozlovice auf dessen Fluren und staut die Šťávnice am Flusskilometer 14,4. Betreiber ist die Povodí Moravy s.p. – závod Střední Morava. Sie dient dem Hochwasserschutz, der Erholung, Fischerei und der Energiegewinnung.

## Geographie
Die Talsperre befindet sich am Übergang zwischen Weißen Karpaten und  Wisowitzer Bergland auf dem Gebiet des Landschaftsschutzgebietes CHKO Bílé Karpaty im Tal der Šťávnice. Nordöstlich erhebt sich die Plaňavka (381 m), im Osten die Kameničná (521 m), südlich die Obětová (511 m), im Südwesten die Jestřabí hora und Obora (386 m) sowie nordwestlich der Větrník (432 m).
Umliegende Ortschaften sind Podhradí, Na Nivce und Sedlářův Mlýn im Norden, Martincův Mlýn und Dolní Lhota im Nordosten, Na Klenkově, Řezníček und Lazy im Osten, Nevšová und Petrůvka im Südosten, Ještí und Kladná Žilín im Süden, Pražská čtvrť im Südwesten, Niva im Westen sowie Pozlovice im Nordwesten. 

## Geschichte
Erste Pläne zum Bau einer Talsperre zum Schutz des Kurbades Luhačovice entstanden nach dem katastrophalen Hochwasser vom September 1910. Als geeigneter Standort wurde dabei durch die k.k. Regierung und die mährische Landesregierung das weitgehend unbesiedelte Tal oberhalb des Prager Viertels auserkoren, in dem sich bis zur Einmündung des Baches Petrůvka mit der Rudolph-Mühle und der Podobětovský-Mühle lediglich zwei Mühlen befanden. 
Ziel war es dabei, bei einer erneuten Hochflut die durchfließende Wassermenge von 72 m³/s auf 33 m³/s zu reduzieren. Sie sollte deshalb ein Rückstauvolumen von 1.125.000 m³ besitzen. Ein Stauraum von 600.000 m³ war als Reservoir zu Regulierung des Wasserstandes in der Šťávnice und Olšava in Dürrejahren vorgesehen. Insgesamt sollte der Stausee 2.025.000 m³ und eine Fläche von 45,5 km² haben.
Im Sommer 1912 wurden die Bauarbeiten begonnen. Nach dem Ausbruch des Ersten Weltkrieges erfolgte die Einstellung der Arbeiten. Nach Kriegsende wurde das ganze Projekt nochmals überarbeitet und im Herbst 1921 schließlich der Bau wieder aufgenommen. Im Jahre 1930 wurde die Talsperre schließlich fertiggestellt.